# Fatehah Mustapa
Fatehah Mustapa, née le 12 mars 1989 à Kuala Berang (en) (Malaisie), est une coureuse cycliste malaisienne. Spécialisée dans les disciplines de sprint sur piste, elle a été championne d'Asie du keirin en 2012 et de vitesse en 2013. Elle a représenté la Malaisie aux Jeux olympiques de 2012 et 2016.

## Palmarès

### Jeux olympiques
- Londres 2012
  - Éliminée aux repêchages du keirin
- Rio 2016
  - 21e de la vitesse individuelle

### Championnats du monde
- Apeldoorn 2011
  - 5e du keirin
  - 10e du 500 mètres
  - 14e du scratch
  - 25e de la vitesse
- Melbourne 2012
  - 11e du keirin
  - 25e de la vitesse
- Cali 2014
  - 8e du keirin
  - Éliminée en 16e de finale de la vitesse
- Saint-Quentin-en-Yvelines 2015
  - 12e du keirin
  - Éliminée en 16e de finale de la vitesse
- Londres 2016
  - 25e de la vitesse
  - Éliminée aux repêchages du keirin

### Coupe du monde
- 2013-2014
  - 2e du keirin à Guadalajara

### Championnats d'Asie
- Nara 2008
  -  Médaillée d'argent du 500 mètres
  -  Médaillée d'argent du keirin
- Tenggarong 2009
  -  Médaillée de bronze du 500 mètres
  -  Médaillée de bronze de la vitesse
- Nakhon Ratchasima 2011
  -  Médaillée de bronze du 500 mètres
- Kuala Lumpur 2012
  -  Médaillée d'or du keirin
  -  Médaillée d'argent de la vitesse
  -  Médaillée de bronze du 500 mètres
- New Dehli 2013
  -  Médaillée d'or de la vitesse
  -  Médaillée d'argent du keirin
  -  Médaillée de bronze du 500 mètres
- Astana 2014
  -  Médaillée de bronze du 500 mètres
- Nakhon Ratchasima 2015
  -  Médaillée d'argent du 500 mètres
  -  Médaillée de bronze de la vitesse
- Izu 2016
  -  Médaillée d'argent du keirin
- Nilai 2018
  -  Médaillée de bronze du 500 mètres
- Jincheon 2020
  -  Médaillée de bronze du 500 mètres
  -  Médaillée de bronze de la vitesse par équipes

### Jeux asiatiques
- Incheon 2014
  -  Médaillée d'argent du keirin

### Jeux d'Asie du Sud-Est
- Nilai-Putrajaya 2017
  -  Médaillée d'or du 500 mètres
  -  Médaillée d'or du keirin
  -  Médaillée d'or de la vitesse
  -  Médaillée d'or de la vitesse par équipes (avec Farina Shawati Adnan)

### Championnats nationaux
- Championne de Malaisie du 500 mètres : 2018
- Championne de Malaisie du keirin : 2018 et 2019
- Championne de Malaisie de vitesse : 2018 et 2019